# Горшенёв, Михаил Юрьевич
Михаи́л Ю́рьевич Горшенёв (7 августа 1973, Пикалёво, Ленинградская область, СССР — 19 июля 2013, Санкт-Петербург, Россия), также известный как Горшо́к, — советский и российский рок-музыкант, композитор, поэт, актёр театра. Основатель, один из двух фронтменов и вокалистов (вместе с Андреем Князевым) панк-рок-группы «Король и Шут». Автор большей части музыки и некоторых текстов группы.
В 2011—2013 годах — один из создателей и исполнитель главной роли Суини Тодда в рок-мюзикле TODD.
Старший брат лидера рок-групп «Кукрыниксы» и «Горшенёв» Алексея Горшенёва.

## Биография и творчество

### Ранние годы
Михаил Горшенёв родился 7 августа 1973 года в городе Пикалёво Ленинградской области (местом рождения ошибочно считается город Бокситогорск) в семье майора погранвойск Юрия Михайловича Горшенёва (15 января 1951 — 30 августа 2013) и его супруги Татьяны Ивановны Горшенёвой (род. 5 сентября 1950). Из-за профессии отца семье приходилось часто переезжать: в основном они жили на Дальнем Востоке. Когда Михаилу было два года, в семье родился младший брат Алексей.
В детстве хотел поступить в военное училище. Когда Михаилу надо было идти в первый класс, семья жила под Хабаровском. Родители решили отправить его учиться в Ленинградскую область к бабушке, в город Бокситогорск. Потом отец был переведён на работу в Ленинград, семья получила квартиру на Ржевке. Из областной школы Горшенёв перешёл в ленинградскую, № 147. Был молчаливым ребёнком, увлекался рисованием. В школьные годы имел прозвище «Гаврила», прозвище «Горшок» получил намного позже. Окончив 8 классов, поступил в реставрационное училище, откуда был отчислен через 3 года за то, что занимался не учёбой, а музыкой. Проходил практику в Эрмитаже. В 1989 году в училище познакомился с Андреем Князевым. Эрмитаж выделил реставраторам мастерскую на Миллионной улице, где они организовали первую репетиционную точку группы «Король и Шут». Горшенёв переехал в мастерскую, чтобы не жить с родителями, отношения с которыми стали сложными. Вёл образ жизни панка, злоупотреблял алкоголем и героином. Чтобы заработать деньги на музыкальную аппаратуру, Горшенёв и Князев подрабатывали, ремонтируя офисы.

### Музыкальная карьера
Вместе с одноклассниками Александром Балуновым (Балу) и Александром Щиголевым (Поручик) в 1988 году основал группу «Контора». Позже к ней присоединился Александр Васильев. В 1989 году пригласил в группу Андрея Князева (Князь) в качестве создателя текстов и второго вокалиста. В связи с тем, что тексты выделялись сказочными мотивами, группа стала называться «Король шутов», позже — «Король и Шут». Первый раз перед публикой группа выступила в 1992 году в здании закрывшегося ленинградского рок-клуба на ул. Рубинштейна, 13.
В 2005 году вышел единственный сольный альбом Михаила Горшенёва — «Я Алкоголик Анархист», трибьют группе Бригадный подряд, песни «Жизнь» и «Соловьи» с которого попали в итоговую сотню хит-парада «Чартова дюжина» за 2005 год. Причиной записи альбома стала дань уважения «Подряду», а также её тогдашнему лидеру Николаю Михайлову, на концертах которых Михаил бывал в юные годы.

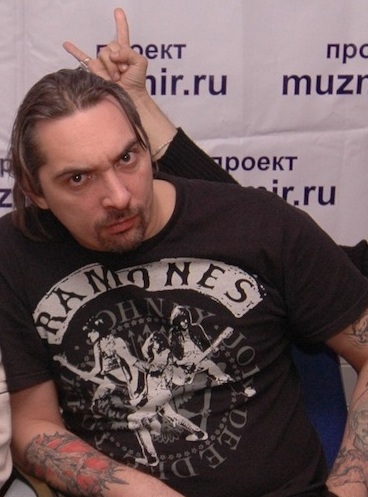
Михаил Горшенёв в 2007 году

Участвовал в петербургском музыкальном проекте «Рок-группа» вместе с Андреем Князевым, Юрием Шевчуком (ДДТ), Ильёй Чёртом («Пилот»), Александром Чернецким («Разные люди») и своим младшим братом Алексеем Горшенёвым («Кукрыниксы»). В 2006 году совместно с Александром «Чачей» Ивановым принял участие в записи новой версии песни «Уроки панк-рока» группы «Бригадный подряд». В 2008 году вместе с Александром Балуновым (бывшим участником группы) принял участие в записи альбома «Drinking with Jesus» группы Red Elvises — песня «Don’t Crucify Me» (написана вместе с Игорем Юзовым).
В 2010 году увлёкся театрально-постановочной деятельностью. В процессе работы родилась идея создания театрально-музыкального проекта про маньяка-парикмахера Суини Тодда. Так появился на свет мюзикл «TODD», в который постепенно влились все музыканты группы «Король и Шут», кроме Князя и Каспера. Результатом этого стал выход нового альбома группы, основанного на материале для мюзикла — «TODD. Акт 1. Праздник крови», а позже — «TODD. Акт 2. На краю».

### Смерть
Михаил Горшенёв скончался в возрасте 39 лет в ночь с 18 на 19 июля 2013 года в доме № 5 по Озерковскому проспекту Санкт-Петербурга. Причиной смерти стала токсическая кардиомиопатия с развитием острой сердечной недостаточности на фоне употребления алкоголя и морфина.
Гражданская панихида по Михаилу Горшенёву состоялась в понедельник 22 июля в спортивном комплексе «Юбилейный» в Санкт-Петербурге. Проститься с музыкантом пришло не менее 10 тысяч человек. Тело было кремировано. Сообщалось о намерении родственников музыканта, поскольку он при жизни высказывался против похорон, развеять его прах, однако 1 августа прах был захоронен на главной аллее Богословского кладбища в Санкт-Петербурге.

## Личная жизнь
С 1994 года (по другим данным с 1997 года) по 2003 год был женат на Анфисе Крючковой (30 июля 1978 — 31 октября 2009).
С 2005 года до своей смерти был женат на Ольге Шаботовой (род. 5 ноября 1981). Дочь — Александра (род. 12 мая 2009). Падчерица — Анастасия Шаботова (род. 3 сентября 1999) — дочь Шаботовой от первого брака.
Примечательной деталью в образе Горшенёва было отсутствие передних зубов. Позднее он протезировал их:

Когда мне было десять лет, я смотрел, как большие парни подтягиваются на турнике. Мне стало интересно: а можно удержаться за турник не руками, а зубами? Я подпрыгнул, попытался укусить железный турник — и выломал себе четыре передних зуба. Позже в драках мне выбили ещё несколько. А от наркотиков остальные зубы довольно сильно испортились. В TaMtAm я пришёл почти совсем беззубый.
С 1990-х годов Горшенёв употреблял героин, вследствие чего перенёс, по его словам, восемь клинических смертей. Несколько раз лечился от наркомании в психиатрических клиниках, где за неделю пребывания терял до 10 кг веса. По воспоминаниям Андрея Князева, в годы жизни с первой женой, с которой они совместно употребляли наркотики, Горшенёв придерживался философии панк-культуры «Живи быстро, умри молодым». Чтобы сохранить их жизни, друзья стали инициаторами разрыва пары.
Любимые компьютерные игры — The Elder Scrolls IV: Oblivion, Gothic и Rome: Total War.

### Татуировки
Горшенёв о своих тату в журнале Tattoo Master:

«У меня 5 татуировок. Первую я сделал в 20 лет — Джокера. Страшного, ужасного Джокера. Другая — из оформления нашего первого альбома „Будь как дома, путник“ — голова дьявола из дерева вырастает. Ещё татуировка Анархия на кресте. Ещё тату — 7 моих мёртвых друзей в виде черепов: Сид Вишес, Курт Кобейн, Элвис Пресли… ну, их только по причёскам можно узнать. И все мои тату имеют смысл. … Каждая — отдельная история, придуманная мной. Я всё делаю сам — и темы, и эскизы»…

В 2010 году сделал татуировку «А» в окружности (символ анархистов) на груди в районе сердца. В 2013 году сделал ещё одну татуировку — изображение своей дочери Александры.

## Память
В книге Игоря Конычева «Северные волки» есть отсылки к творческому образу Михаила Горшенёва.

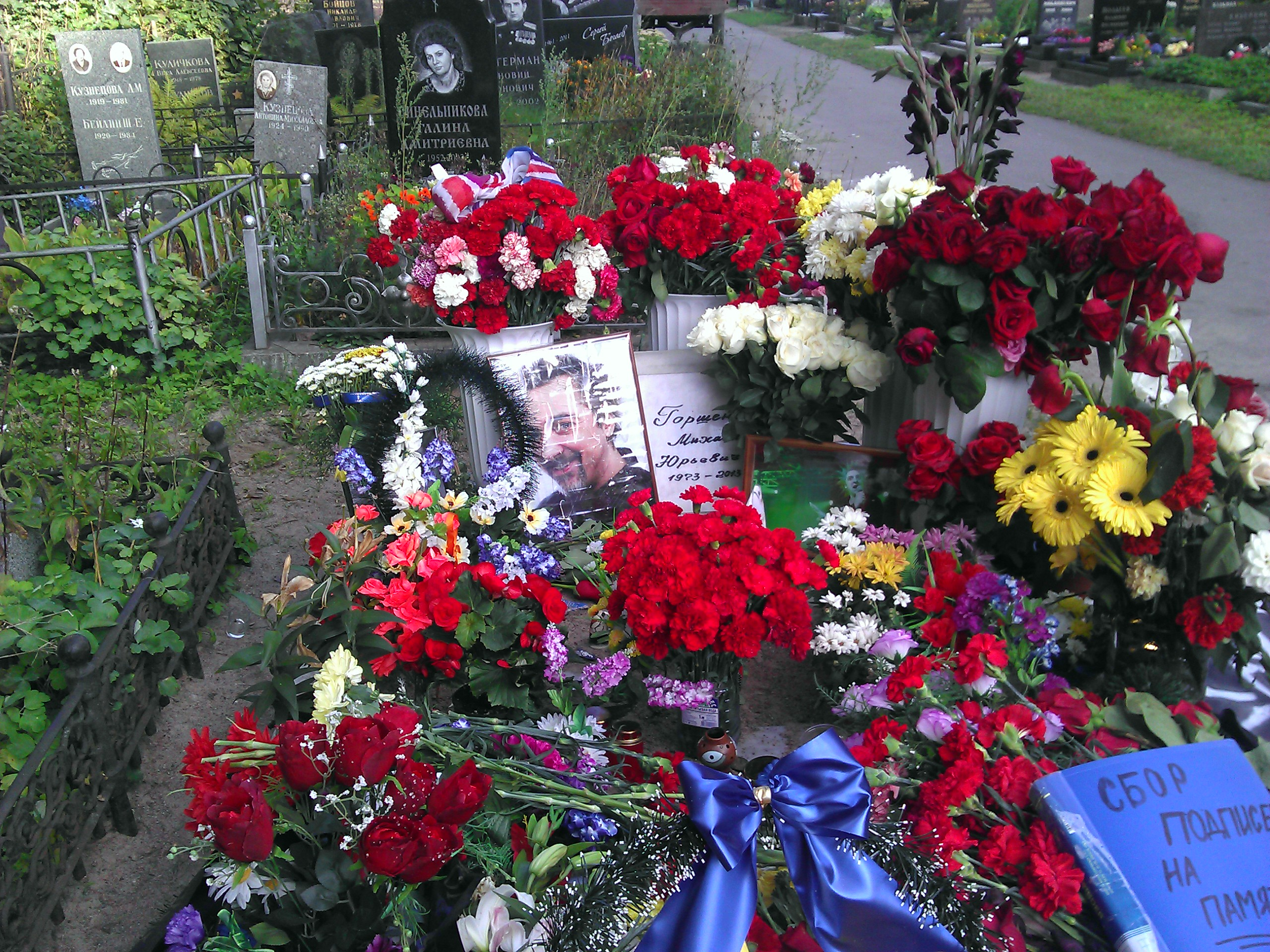
Могила Михаила Горшенёва на Богословском кладбище в Санкт-Петербурге до установки памятника

Памятник Михаилу Горшенёву на Богословском кладбище

22 июля 2013 года был начат сбор подписей за установку памятника Михаилу Горшенёву.
24 марта 2014 года вышел документальный фильм-интервью «Король Шутов» памяти Горшенёва. Примечательно, что Андрей Князев и музыканты группы «Северный флот» отказались от участия в проекте. Тем не менее в проекте приняли участие мать Михаила Татьяна Ивановна Горшенёва, Алексей Горшенёв, Александр Балунов, Сергей Захаров, Илья Чёрт, Дмитрий Спирин, Константин Кинчев и другие.
19 июля 2014 года, в годовщину смерти Михаила Горшенёва, на его могиле на Богословском кладбище был установлен памятник в виде стелы с мозаичным портретом музыканта. Инициатором установки памятника и автором эскиза стала вдова музыканта Ольга Горшенёва. Вечером того же дня в СКК «Юбилейный» состоялся концерт памяти Михаила Горшенёва, в котором приняли участие Юлия Коган и группы Mordor, «Кукрыниксы», «НАИВ», «КняZz» и «Северный флот».
21 сентября 2014 года произошло открытие лавочки-памятника музыканту в Центральном парке в Красноярске. 29 ноября 2014 года открылся арт-объект «Музыка сказок» Горшенёву в парке Победы в Воронеже. Скульптор Андрей Терёхин некачественно выполнил объект, который постепенно разрушался, этот процесс усугублялся действиями вандалов. 21 июня 2018 памятник был демонтирован и увезён на реставрацию.
7 августа 2016 года в Санкт-Петербурге во дворе магазина Castle Rock по адресу Лиговский проспект, д. 47 командой HoodGraff было нанесено граффити с портретом Михаила Горшенёва.
14 июня 2017 года состоялось открытие скамьи рок-музыкантов в Загородном парке города Самары. Текст гласит: «Посвящается Михаилу Горшенёву и всем ушедшим рок-музыкантам».
Летом 2021 года был анонсирован масштабный тур концертной версии мюзикла TODD, приуроченный к 10-летию выхода одноимённого двойного альбома. В некоторых композициях мюзикла использовалась запись голоса Горшенёва.
В нескольких моментах игры Atomic Heart есть отсылки на Михаила Горшенёва и его песни.
2 марта 2023 года на «Кинопоиске» вышел фэнтезийный сериал Рустама Мосафира о группе «Король и Шут». Роль Горшенёва исполнил Константин Плотников, а роль Андрея Князева — Влад Коноплёв. В тот же день в центре современного искусства «Винзавод» открылась выставка «Панк-культура. Король и Шут», содержащая сценические наряды музыкантов, рукописи, рисунки и фрагменты декораций сериала.

### Песни памяти Михаила Горшенёва
- Константин Сапрыкин — «Анархист»[45]
- «Северный флот» — «Танцуй, Король»[46]
- «Кукрыниксы» — на стихи С. Есенина «К покойнику» памяти М. Горшенёва[47]
- «Ангел НеБес» — «Небо плачет по Шуту»[48]
- «Кладбище сердец» — «Сквозь гром…»[49]
- «Лунный пёс» — «Горшок»[50]
- «Peace Days» — «Великие и печальные события»[51]
- «Сплин» — «Старый дом»[52]
- «Тараканы!» — «Да здравствует король!»[53]
- «Кукольный театр» — «Посвящение М. Ю. Горшенёву»[54]
- KeyF — «Концерт отменён»[55]
- Царство Шута[укр.] — «Живой» (памяти М. Ю. Горшенёва)[56]
- «Ночные снайперы» — «Ау»[57]
- «Спектакль Джо» — «Памяти М. Ю. Горшенёва»
- «КриК» — «Безумный король»

### Фильмы

#### Профессиональные
- Король шутов (2014)[58][59]
- По лезвию бритвы (2014)
- Театр одного анархиста (2014)
- Михаил Горшенёв. Легенда о Короле и Шуте (режиссёр и автор сценария Дарья Иванкова, 2023)[60]

#### Короткометражные
- Todd. Первая кровь (2015)
- Todd. Первая кровь 2 (2016)
- Герой нашего времени (2016)[61]
- Артист, когда две души (2017)[62]
- Жизнь на краю (2017)[63]
- Фред (2017)
- Театральный герой (2018)[64]
- Я жив, покуда я верю в чудо (2019)

#### Сериалы
- Король и Шут (2023)

## Сольная дискография
- Я Алкоголик Анархист (2005)

## Сотрудничество
| Группа                | Песня                   | Альбом                | Год выпуска | Участие       |
| --------------------- | ----------------------- | --------------------- | ----------- | ------------- |
| ДДТ                   | Рождённый в СССР        | Рождённый в СССР      | 1997        | Бэк-вокал     |
| Алиса                 | Rock-N-Roll             | Стать Севера          | 2007        | Вокал         |
| Тролль гнёт ель       | Пивоварня Ульва         | Конунг Хмель          | 2008        | Вокал         |
| Red Elvises           | Don’t Crucify Me        | Drinking with Jesus   | 2008        | Вокал, музыка |
| Бригадный подряд      | Уроки панк-рока         | Никакой правды        | 2008        | Вокал         |
| Объект насмешек       | Пого                    | Телетеррор            | 2008        | Вокал         |
| Пелагея               | Ой при лужку, при лужке | Тропы                 | 2010        | Вокал         |
| Коля ROTOFF           | Басков — не козёл!      | Жизнь удалась!        | 2011        | Вокал         |
| Бригадный подряд      | Питер рок-н-ролл        | Сомнамбула            | 2012        | Вокал         |
| План Ломоносова       | Не торопись             | План Ломоносова II    | 2012        | Вокал         |
| Сказки Чёрного Города | Оборотень               | Том I. Хранители снов | 2013        | Бэк-вокал     |

## Музыкальные премии
| Премия         | Номинация           | Год  |
| -------------- | ------------------- | ---- |
| Fuzz           | Лучший видеоклип    | 2006 |
| Чартова дюжина | Солист              | 2013 |
| Чартова дюжина | Группа              | 2013 |
| Чартова дюжина | Легенда (посмертно) | 2014 |